# 矢嶋仁吉
矢嶋 仁吉（やじま にきち、1907年12月19日 - 1992年5月21日）は、日本の地理学者。理学博士（東京教育大学・論文博士・1953年）（学位論文「武蔵野台地の新田集落立地に関する地理学的研究」）。正四位。

## 概要
東京府豊多摩郡井荻村（現在の東京都杉並区）に生まれる。荻窪に育つ。井伏鱒二の「荻窪風土記」の執筆に協力し、『荻窪の今昔と商店街之変遷』（1976年）の作者である、荻窪の古老と呼ばれた矢嶋又次は実兄。荻窪駅北口前にかつて存在した矢嶋洋品店が実家。
1936年東京文理科大学地理学卒、1953年「武蔵野台地の新田集落立地に関する地理学的研究」で東京教育大学より理学博士の学位を取得。東京府立第五中学校（現・小石川中等教育学校）教諭などを経て群馬大学教授・学芸学部長を歴任。文部省中等教育局教科書検定課主任教科書調査官。同省中等教育局視学官。教科書の検定、指導要領の改訂など、教育行政面で要職につき、地理教育の発展に指導的役割を果たした。1968年定年退官ののち、獨協大学教授に就任。同教養部長となり、地理学の講義や教職課程 の指導に尽力した。1978年獨協学園理事。天野貞祐の依頼により獨協埼玉中学校・高等学校初代校長に就任。没後正四位叙位。

## 著書
- 『平地と生活』目黒書店　目黒学習書 地理之部　1948
- 『村の生活』国土社　社会科ライブラリ　1950
- 『郷土新書 第10　群馬県新誌』日本書院　1951
- 『日本の国立公園』青也書店　1951
- 『武蔵野の集落』古今書院　1954
- 『集落地理学』古今書院　1956
- 『集落調査法』古今書院　形成選書　1958
- 『地理学論文のまとめ方と書き方』古今書院　1962
- 『日本の集落』古今書院　1967

### 共編
- 『集落地理講座 全5巻　木内信蔵,藤岡謙二郎共編　朝倉書店　1957-1959
- 『現代地理教育講座』全5巻 位野木寿一,山鹿誠次共編　古今書院　1972-1979